# Westchester Stallions
I Westchester Stallions sono stati una franchigia di pallacanestro della USBL, con sede a Westchester, nello Stato di New York, attivi dal 1993 al 1994.
Al debutto nella USBL disputarono la finale, perdendola con i Miami Tropics per 139-127. Si sciolsero alla fine del campionato 1994.

## Stagioni
| Stagione | Lega | Denominazione         | V  | P  | %    | Piazzamento | Play-off |
| -------- | ---- | --------------------- | -- | -- | ---- | ----------- | -------- |
| 1993     | USBL | Westchester Stallions | 12 | 12 | 50,0 | 5º          | Finale   |
| 1994     | USBL | Westchester Stallions | 10 | 16 | 38,5 | 7º          | -        |